# Expansividad de suelos
La expansividad de suelos es una propiedad física de los suelos que puede evaluarse en una cimentación. En las estructuras constructivas existe hinchamiento del suelo cuando aumenta su cantidad de agua y se retraen cuando la disminuye. 
Debe distinguirse el término "potencial de expansión", de la "expansión" de acuerdo de donde proviene dicha pérdida de agua. Las arcillas expansivas producen empujes verticales y horizontales afectando las cimentaciones, empujando muros y destruyendo pisos y tuberías enterradas, con esfuerzos que superan los 20 kg/cm², ocasionalmente. En las vías se presentan ascensos y descensos que afectan su funcionamiento. También, estos suelos expansivos se retraen y los taludes fallan.

## Mecanismo hinchamiento
- a) Absorción de agua por una arcilla activa (montmorillonita, por ejemplo)

- b) Rebote elástico de las partículas del suelo.

- c) Repulsión eléctrica de los granos de arcilla y de sus cationes adsorbidos.

- d) Expansión del aire atrapado en los poros.

En las arcillas preconsolidadas, por cargas o por desecación, estos fenómenos son factores altamente contribuyentes. En arcillas normalmente consolidadas (o cargadas), los factores dominantes son dos:
- a) Adsorción de agua.
- b) Repulsión eléctrica entre las partículas rodeadas de agua.

La expansión de suelo a través de la experiencia de los ingenieros geotecnistas ha demostrado que es factor importante en el diseño de la cimentación de cualquier estructura, y sobre todo para la prevención de la inestabilidad en el horizonte de su vida útil.
- Datos: Q5494761